# Sybille Martin
Sybille Martin (* 1958) ist literarische Übersetzerin vom Spanischen ins Deutsche.

## Leben
Sybille Martin studierte Hispanistik und Germanistik an der Universität Hamburg mit dem Abschluss Magistra Artium (1992). Seit 1993 ist sie freie Übersetzerin für Literatur aus Spanien und Lateinamerika. Weitere Arbeitsschwerpunkte sind Sachbuch, Theater, Essay, Untertitel und Lektorat. Von 1998 bis 2004 lebte sie zeitweilig in Madrid. 1993 und 2010 wurde sie mit dem Hamburger Förderpreis für literarische Übersetzungen ausgezeichnet.
Martin ist Mitglied im Verband deutschsprachiger Übersetzer literarischer und wissenschaftlicher Werke, VdÜ. Sie lebt in Hamburg.

## Übersetzungen (Auswahl)
- Montero, Mayra: DER BERG DER VERSCHWUNDENEN KINDER (Zsolnay 1997; LiBeraturpreis 1998) ISBN 3-552-04838-3
- Montero, Mayra: WO AIDA CARUSO FAND (Fretz & Wasmuth 2000) ISBN 3-502-11942-2
- Giménez Bartlett, Alicia: PETRA DELICADO - GEFÄHRLICHE RITEN (Unionsverlag 2002) ISBN 3-293-20232-2
- Giménez Bartlett, Alicia: PETRA DELICADO - HUNDSTAGE (Unionsverlag 2001) ISBN 3-293-20196-2
- Giménez Bartlett, Alicia: PETRA DELICADO - BOTEN DER FINSTERNIS (Unionsverlag 2001) ISBN 3-293-20217-9
- Giménez Bartlett, Alicia: PETRA DELICADO - TOTE AUS PAPIER (edition Lübbe 2003) ISBN 3-7857-1538-2
- Giménez Bartlett, Alicia: PETRA DELICADO - PIRANHAS IM PARADIES (edition Lübbe 2004) ISBN 3-7857-1545-5
- Giménez Bartlett, Alicia: PETRA DELICADO - SAMARITER OHNE HERZ (edition Lübbe 2005) ISBN 3-7857-1555-2
- Giménez Bartlett, Alicia: PETRA DELICADO - DAS SÜSSE LIED DES TODES (edition Lübbe 2007) ISBN 978-3-7857-1592-5
- Giménez Bartlett, Alicia: PETRA DELICADO - DIE STUMME BRAUT (Piper 2011) ISBN 978-3-492-27205-6
- Giménez Bartlett, Alicia: WILL ICH DICH LIEBEN UND BETRÜGEN (edition Lübbe 2008) ISBN 978-3-7857-1620-5
- Alberto, Eliseo: DIE GESCHICHTE VON JOSÉ (Kindler 2000) ISBN 3-463-40387-0
- Arazi, Silvia: DIE MEISTERSÄNGERIN (Kindler 2001) ISBN 3-463-40397-8
- Reverte, Jorge M.: GÁLVEZ STÖSST AN GRENZEN (Grafit Verlag 2002) ISBN 3-89425-521-8
- Caneiro, Xosé Carlos: ÉBORA (dtv premium 2003) ISBN 3-423-24369-4
- Martínez de Pisón, Ignacio: DIE ZEIT DER FRAUEN (Hoffmann und Campe 2004) ISBN 3-455-04711-4
- Martínez de Pisón, Ignacio: MEIN VATER, DIE GÖTTIN UND ICH (Hoffmann und Campe 2006) ISBN 3-455-04712-2
- Martínez de Pisón, Ignacio: MILCHZÄHNE (Hoffmann und Campe 2009) ISBN 978-3-455-40151-6
- Martínez de Pisón, Ignacio: DER TOD DES ÜBERSETZERS (Hoffmann und Campe 2007) ISBN 978-3-455-04713-4
- Blanqué, Andrea: DIE PASSANTIN (Rotpunktverlag 2005; LiBeraturpreis 2006) ISBN 3-85869-300-6
- Camblor, Isabel: MORGENROT AM PRADO (BLT 2007) ISBN 978-3-404-92241-3
- Palomas, Alejandro: SO VIEL LEBEN (Bloomsbury Berlin 2007) ISBN 978-3-8270-0710-0
- Palomas, Alejandro: SO VIEL LIEBE (Bloomsbury Berlin 2008) ISBN 978-3-8270-0770-4
- Palomas, Alejandro: BIS HIERHER, BIS HEUTE (Bloomsbury Berlin 2010) ISBN 978-3-8270-0872-5
- Huidobro, Norma: DER VERLORENE ORT (Hoffmann und Campe 2010) ISBN 978-3-455-40157-8
- Rico, Eugenia: AUCH WENN WIR VERDAMMTE SIND (Hoffmann und Campe 2010) ISBN 978-3-455-40281-0
- Soler, Antonio: DIE TOTEN TÄNZERINNEN (Stockmann 2012) ISBN 978-3-9502750-5-6
- Loureiro, Manel: APOKALYPSE Z (Heyne 2014) ISBN 978-3-453-31552-5
- Loureiro, Manel: APOKALYPSE Z - DUNKLE TAGE (Heyne 2014) ISBN 978-3-453-31637-9
- Loureiro, Manel: APOKALYPSE Z - ZORN DER GERECHTEN (Heyne 2015) ISBN 978-3-453-31664-5
- Asensi, Matilde: DIE JESUS-VERSCHWÖRUNG (Lübbe 2017) ISBN 978-3-404-17604-5
- Carmen Mola (Pseudonym): Gypsy. Er will sie sterben sehen. Thriller. München : Penguin, 2019
- Juan Gómez-Jurado: DIE ROTE JÄGERIN (Goldmann, 2021) ISBN 978-3-442-49151-3
- Juan Gómez-Jurado: DIE SCHWARZE WÖLFIN (Goldmann, 2022) ISBN 978-3-442-49278-7
- Juan Gómez-Jurado: DER WEISSE SPIELER (Goldmann, 2023) ISBN 978-3-442-49333-3